# Greg Palast

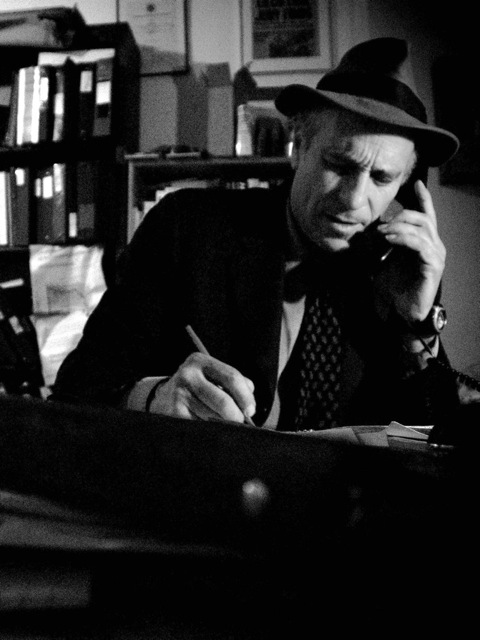
Greg Palast (2011)

Gregory Allyn Palast (* 26. Juni 1952 in Los Angeles) ist ein Journalist und Vertreter des investigativen Journalismus, der für die britische Zeitung The Observer arbeitet. Er schrieb mehrere Artikel über die Macht von Großkonzernen und arbeitet häufig mit Gewerkschaften und Verbraucherschutzorganisationen zusammen.
Bekannt wurde er im Jahr 2000, als er über Manipulationen an den Wählerregistern in Florida berichtete. Er erhob schwere Vorwürfe gegen Gouverneur Jeb Bush, den Bruder von Präsident George W. Bush. Die Manipulationen in Florida sollen dazu geführt haben, dass George W. Bush und nicht Al Gore die Präsidentschaftswahlen der USA im Herbst 2000 gewonnen hat.
Anfang 2025 erhob Palast erneut Vorwürfe zur systematischen Unterdrückung von Stimmabgaben (voter suppression) und dem Hergang der US-Präsidentschaftswahl 2024. Demnach seien unter anderem überdurchschnittlich viele für ungültig erklärte Stimmen, Verlustquoten bei der Briefwahl und organisierte Kampagnen zur Anfechtung der Wahlberechtigungen mutmaßlich demokratischer Wähler der Grund für den Wahlsieg Donald Trumps.
Palast lebt in London und New York City. Er stammt aus Los Angeles, „aus dem Abschaum-Ende von LA, zwischen dem Kraftwerk und der Mülldeponie“, wie er selbst schreibt. Er studierte an der Universität von Chicago. Palast hielt Vorlesungen an der Universität von Cambridge und der Universität von São Paulo.

## Werke
- The Best Democracy Money Can Buy: An Investigative Reporter Exposes the Truth about Globalization, Corporate Cons, and High Finance Fraudsters. Pluto Press, London 2002, ISBN 0-452-28391-4.
  - deutsch: Shame on you!: Die Wahrheit über Macht und Korruption in westlichen Demokratien. DVA, München 2003, ISBN 3-421-05802-4.
- Democracy and Regulation. 2003.
- Armed Madhouse. 2006, ISBN 0-525-94968-2.
- Vultures' Picnic: In Pursuit of Petroleum Pigs, Power Pirates, and High-Finance Carnivores. Dutton Adult, New York 2011, ISBN 978-0-525-95207-7.
  - deutsch: Frühstück für Aasgeier: Wie Ölbosse und Finanzhaie die Weltherrschaft erlangten. Riemann Verlag, München 2012, ISBN 978-3-570-50147-4.